# Bistum Daru-Kiunga
Das Bistum Daru-Kiunga (lat.: Dioecesis Daruensis-Kiunganus) ist eine in Papua-Neuguinea gelegene römisch-katholische Diözese mit Sitz in Kiunga. Er befindet sich in der Westprovinz an der Grenze zur Erzbistum Merauke.

## Geschichte
Papst Johannes XXIII. gründete mit der Apostolischen Konstitution Qui per electionem am 16. Juli 1959 die Apostolische Präfektur Daru aus Gebietsabtretungen des Apostolischen Vikariats Port Moresby.
Am 15. November 1966 wurde sie mit der Apostolischen Konstitution Laeta incrementa zum Bistum Daru erhoben und am 4. September 1987 nahm es seinen jetzigen Namen an.
Der Bischofssitz befindet sich in Kiunga, im Nord-Fly-Distrikt.

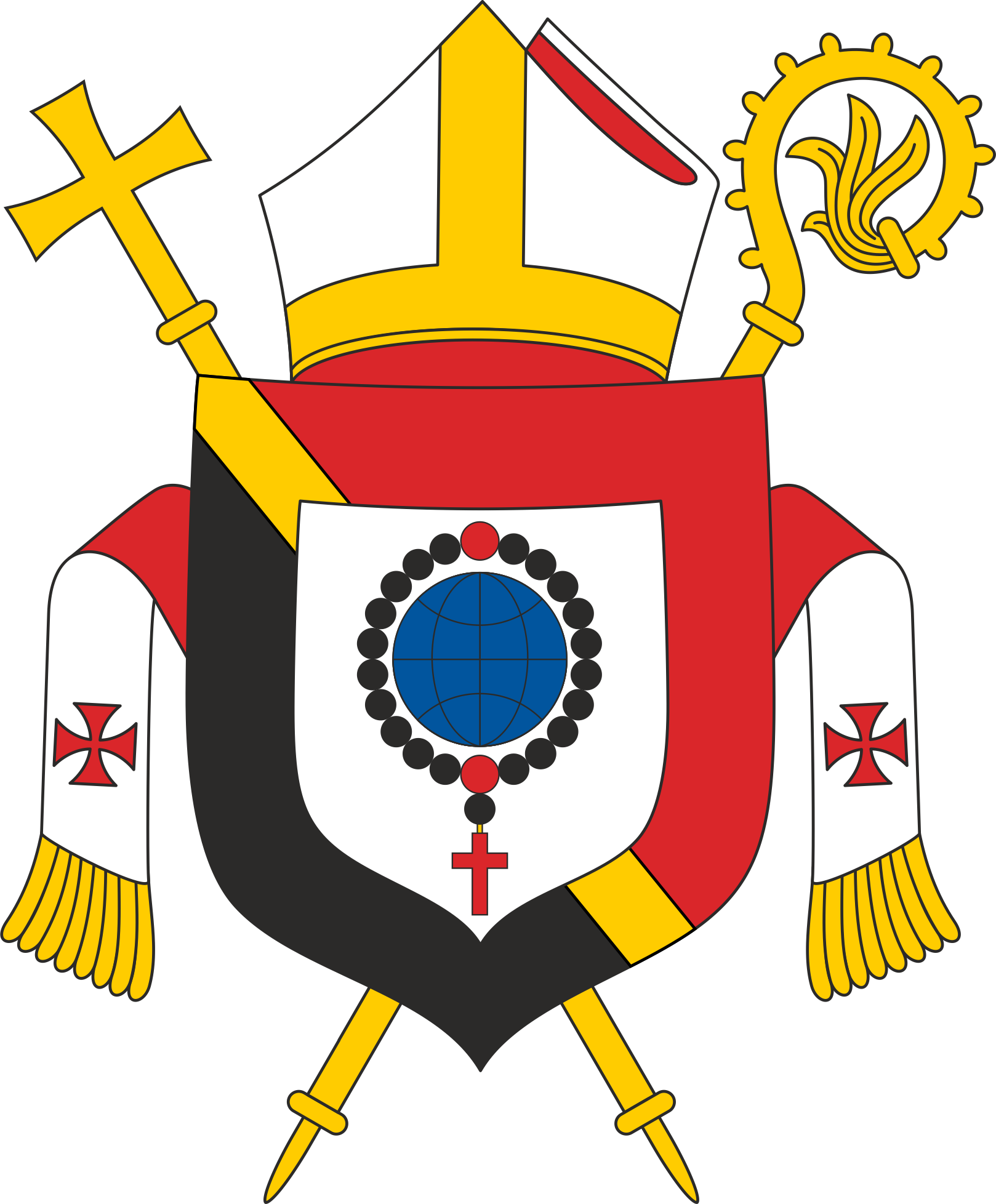
Diözesanwappen

## Ordinarien

### Apostolischer Präfekt von Daru
- Gérard-Joseph Deschamps SMM (17. Oktober 1961 – 15. November 1966)

### Bischof von Daru
- Gérard-Joseph Deschamps SMM (17. Oktober 1961 – 4. September 1987)

### Bischöfe von Daru-Kiunga
- Gérard-Joseph Deschamps SMM (17. Oktober 1961 – 2. Januar 1999, dann Bischof von Bereina)
- Gilles Côté SMM (2. Januar 1999 – 23. Mai 2021)
- Joseph Tarife Durero SVD (seit 23. Mai 2021)

## Statistik
| Jahr | Bevölkerung | Bevölkerung | Bevölkerung | Priester     | Priester         | Priester       | Priester               | Ständige Diakone | Ordensleute  | Ordensleute      | Pfarreien |
| Jahr | Katholiken  | Einwohner   | %           | Gesamtanzahl | Diözesanpriester | Ordenspriester | Katholiken je Priester | Ständige Diakone | Ordensbrüder | Ordensschwestern | Pfarreien |
| ---- | ----------- | ----------- | ----------- | ------------ | ---------------- | -------------- | ---------------------- | ---------------- | ------------ | ---------------- | --------- |
| 1970 | 2.215       | 61.261      | 3,6         | 14           |                  | 14             | 158                    |                  | 22           | 32               | 7         |
| 1980 | 6.518       | 83.400      | 7,8         | 13           |                  | 13             | 501                    |                  | 26           | 32               | 8         |
| 1990 | 21.371      | 93.000      | 23,0        | 13           | 4                | 9              | 1.643                  |                  | 24           | 31               | 11        |
| 2000 | 32.514      | 114.500     | 28,4        | 14           | 5                | 9              | 2.322                  |                  | 13           | 32               | 12        |
| 2006 | 38.859      | 157.600     | 24,7        | 25           | 5                | 20             | 1.554                  |                  | 31           | 38               | 12        |
| 2019 | 51.174      | 211.000     | 24,3        | 15           | 1                | 14             | 3.411                  |                  | 20           | 25               | 13        |